# Jacques Dubois
Jacques Dubois, conocido como Jacques Dubois de Amiens (n. Amiens, 1478 — m.14 de enero de 1555, París), fue un renombrado médico francés del siglo XVI. Se le conoce por su nombre latinizado, Jacobus Sylvius.

## Trayectoria
Llamado Sylvius, como era costumbre (de acuerdo con su apellido selvático Jacques Dubois fue un médico francés del siglo XVI. 
Thomas Linacre, que estudió en Padua (donde el teatro anatómico permanente fue una referencia en Europa), y llevó a Londres (antes de ser médico de Enrique VIII), al fundar el Colegio medicinal. esta orientación de una anatomía filológica, de la que París fue un centro prestigioso con Sylvius y G. von Andernach.
Fue profesor de anatomía y enseñó esta disciplina nada menos que a Andrea Vesalio; luego, fue un enemigo declarado de las innovaciones introducidas por Vesalio en los estudios anatómicos. Durante décadas, hasta entrado el siglo XVII, se citaron sus trabajos médicos en general.

## Obra
- Opera medica, Ginebra, J. Chouët, 1635.